# Allan McLeod Cormack
Allan McLeod Cormack (ur. 23 lutego 1924 w Johannesburgu, zm. 7 maja 1998 w Winchester w stanie Massachusetts) – amerykański fizyk pochodzenia południowoafrykańskiego, który w 1979 został laureatem Nagrody Nobla w dziedzinie fizjologii i medycyny wraz z Godfreyem N. Hounsfieldem za wynalezienie i budowę tomografu komputerowego.

## Życiorys
Cormack urodził się w Johannesburgu w Południowej Afryce. Uczęszczał do Rondebosch Boys' High School w Kapsztadzie, gdzie był aktywnym dyskutantem oraz działaczem klubów tenisowych. Na Uniwersytecie Kapsztadzkim uzyskał licencjat z fizyki w 1944, zaś tytuł magistra z krystalografii w 1945. W latach 1947–1949 studiował i prowadził badania na Uniwersytecie Cambridge, gdzie spotkał swoją przyszłą żonę, Barbarę Seavey, amerykańską studentkę fizyki.
Na początku lat 50., tuż po ślubie z Barbarą, powrócił na Uniwersytet Kapsztadzki jako wykładowca. W następstwie urlopu dziekańskiego na Harvardzie w latach 1956-1957, małżeństwo zgodziło się na wyjazd do Stanów Zjednoczonych, Cormack został profesorem na Uniwersytecie Tufts jesienią 1957. W 1966 uzyskał obywatelstwo amerykańskie.
Pomimo że Cormack pracował głównie nad fizyką, zainteresowanie promieniowaniem X doprowadziło go do opracowania teoretycznych podwalin dla tomografii komputerowej. Projekt ów został zainicjowany na Uniwersytecie Kapsztadzkim i lokalnym szpitalu Groote Schuur na początku 1956 i był kontynuowany krótko w 1957 po powrocie Cormacka z urlopu dziekańskiego. Rezultaty jego pracy zostały później opublikowane w dwóch referatach w „Journal of Applied Physics” w 1963 i 1964. Wspomniane referaty wzbudziły niewielkie zainteresowanie dopóki Godfrey Hounsfield wraz z kolegami nie zbudował pierwszego tomografu komputerowego w 1972, biorąc pod uwagę teoretyczne wyliczenia Cormacka. Za ich niezależny wkład, Cormack i Hounsfield zostali uhonorowani Nagrodą Nobla w dziedzinie fizjologii i medycyny w 1979. W 1990 Cormack otrzymał także amerykański National Medal of Science.
W wieku 74 lat Cormack zmarł na raka w Massachusetts. 10 grudnia 2002 pośmiertnie nadano mu najwyższe odznaczenie RPA, order Mapungubwe, za wybitne osiągnięcia jako naukowca oraz za współwynalezienie tomografu komputerowego.